# Vertumno e Pomona (Melzi)
Vertumno e Pomona è un dipinto realizzato tra il 1518 e il 1522 da Francesco Melzi, attualmente conservato presso la Gemäldegalerie di Berlino. Raffigura la divinità romana - di origine etrusca - Vertumno che, travestito da  vecchia donna - tenta di corteggiare la dea Pomona.

## Storia

### Attribuzione
In passato l'opera è stata erroneamente attribuita a Leonardo da Vinci, come nel momento in cui faceva parte della collezione di Federico II di Prussia. Tuttavia, il dipinto ha una risalente, seppur dibattuta, attribuzione al Melzi. Il primo a riconoscere la paternità di Francesco Melzi fu lo storico dell'arte Pierre-Jean Mariette. Un'attribuzione altresì datata ma incerta si riscontra anche in Giovanni Morelli, nel 1877. Nel 1905, Wilhelm von Bode confermò che si trattava - in questo caso e nella Flora, esposta all'Ermitage di San Pietroburgo -  di tele portate a termine da Melzi. Nel valutare le considerazioni di Morelli, Marion Wilcox affermò nel 1919 che l'unica possibile alternativa a Melzi fosse Giampietrino, anche se per lo storico dell'arte nessuno dei lavori di quest'ultimo aveva mai raggiunto il grado di qualità del Vertumno e Pomona. Nel 1929, William Suida analogamente ricondusse l'opera a Melzi, basandosi sulle affinità stilistiche del pittore con Leonardo.
Taluni si sono mostrati contrari all'attribuzione del Vertumno e Pomona a Melzi. Nel 1889 Georg Hirth e Richard Muther sostennero che non poteva trattarsi del Melzi perché erano poche le prove in grado di dimostrare che questi fosse più di un "dilettante". Nel 1959 Rodman Henry riconobbe le somiglianze tra quest'opera e la Flora, ma concordò nel ritenere fossero esigue le prove in grado di confermare la costanza della produzione artistica di Melzi. A tal proposito scrisse: "Non c'è alcuna prova che possa indicare che Melzi abbia lasciato un singolo dipinto"; pose inoltre l'accento sul fatto che, sebbene Melzi fosse con il suo maestro fino al momento della sua morte, avvenuta nel 1519 al maniero di Clos-Lucé, negli scritti leonardeschi Melzi non fu mai definito artista.
Tracce della firma di Francesco Melzi furono scoperte soltanto nel 1995, perché sopravvissute le lettere greche S e H presenti su una roccia vicina ai piedi di Vertumno. Ciò corrisponde alle prime descrizione che si hanno della tela, la quale mantenne la firma almeno fino al XVIII secolo. Successivamente si decise di rimuovere quest'ultima per poter vendere il dipinto come opera di Leonardo.

### Proprietari nel corso del tempo
Nel XVIII secolo il dipinto fu parte della collezione del duca di Saint-Simon; nel 1771 entrò nel patrimonio di Federico II di Prussia come opera di Leonardo da Vinci. Nel 1820 fu acquistata dalla Gemäldegalerie come dipinto del Salai.

## Descrizione

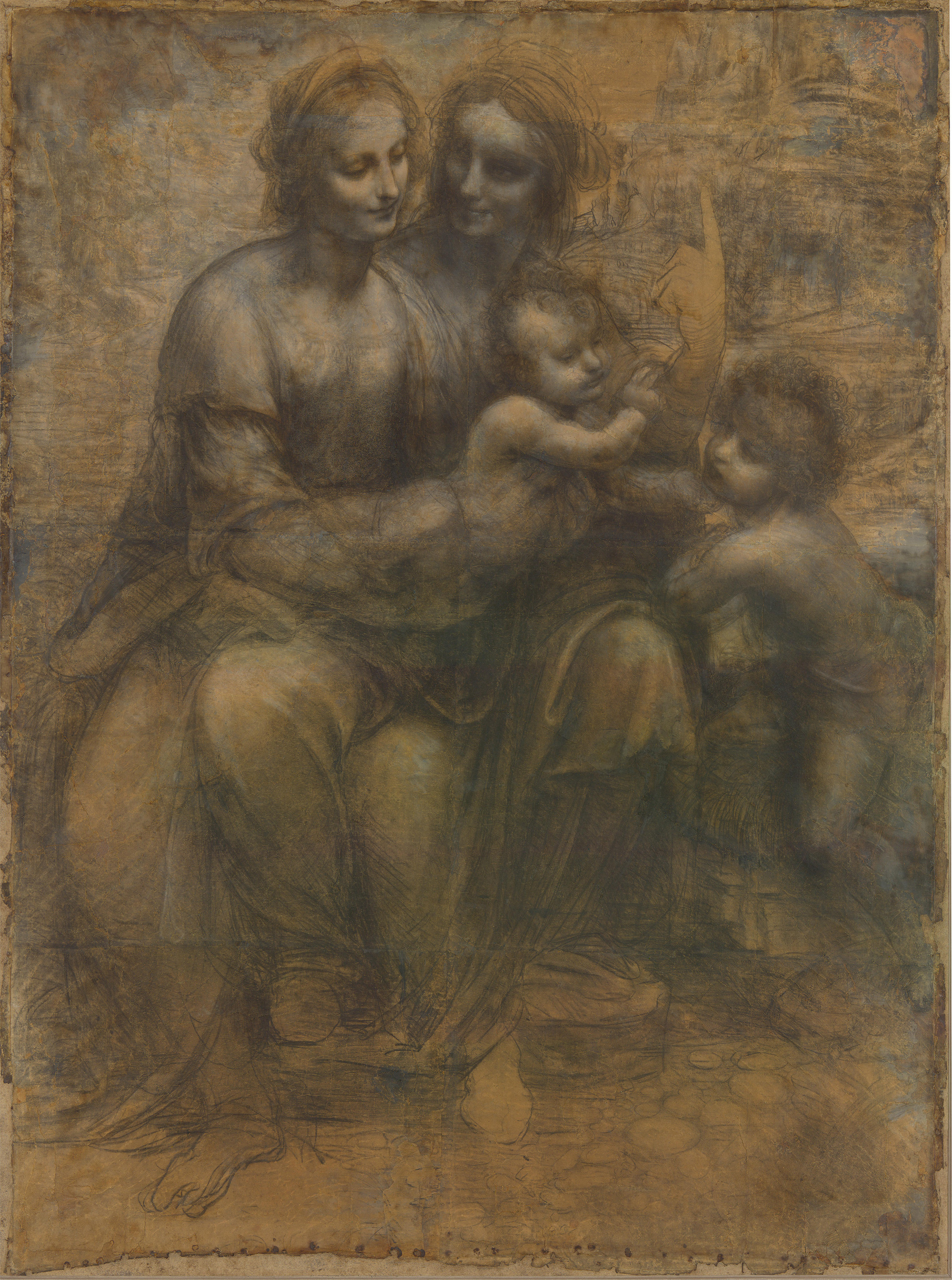
Il Cartone di sant'Anna di Leonardo da Vinci.

Vertumno e Pomona è dipinto seguendo espressamente gli elementi chiave propri dello stile dei Leonardeschi: ha come riferimento, infatti, le fattezze del volto femminile così come concepite da Leonardo da Vinci, con lo sguardo basso e il sorriso stretto, appena accennato. Da Leonardo derivano anche il ricorso allo sfumato e la precisione dei dettagli botanici, dovuta agli studi compiuti dall'artista. La tela riprende anche altre composizioni di Leonardo antecedenti al 1513: ad esempio, l'opera di Melzi ha lo stesso schema cromatico della Sant'Anna con la Vergine e il Bambino, esposta al Museo del Louvre di Parigi. Le alte montagne sullo sfondo e il ponte ad arco sulla sinistra sono ispirati indubbiamente dall'ambientazione di fondo della Gioconda. Inoltre, la posa di Pomona è somigliante a quella della Vergine rappresentata nel Cartone di sant'Anna, in mostra alla National Gallery di Londra.
La maggior parte dell'interpretazione del dipinto deriva dal simbolismo della vegetazione che circonda la figura (facilmente comprensibile per gli spettatori del XVI e del XVII secolo); primariamente sono da considerare l'olmo e la vite disegnati al centro della scena. L'episodio raffigurato è infatti tratto dal Libro XIV delle Metamorfosi di Ovidio, dove si narra del tentativo di far innamorare Pomona proprio tramite l'espediente della parabola dell'olmo e della vite: gli alberi di olmo potati erano spesso adoperati come supporto per le viti, perciò gli autori latini spesso sceglievano quest'unione per simboleggiare il matrimonio. In primo piano è visibile una pianta di colombina, simbolo di fertilità che si riscontra grandemente anche nella Flora di Melzi.